# Hot Shocker
Hot Shocker è un videogioco arcade del 1982 ideato ed ingegnerizzato da Bruno De Georgio, per conto dell'azienda E.G. Felaco. In esso il giocatore deve cambiare colore alla ragnatela percorrendo tutti i suoi lati.
In origine avrebbe dovuto intitolarsi SpiderWeb e gli avatar in questa prima fase di sviluppo avrebbero dovuto essere insetti.

## Modalità di gioco
Il gameplay di Hot Shocker è simile a quello di Amidar della Konami, solo che qui non è presente un labirinto di rettangoli ma una grande ragnatela. Il giocatore controlla un uomo, Dudley, che dovrà colorare ogni lato della figura semplicemente muovendolo con il joystick a otto direzioni. Il giocatore ha a disposizione un limite di tempo, visualizzato da una barra nella parte inferiore dell'interfaccia, esaurito il quale perde una vita (se finiscono avviene il game over).
Dudley mentre cammina deve evitare i The Gooney Birds, tre creature bipedi simili ad uccelli, i quali lo inseguono costantemente e nel caso riescono a catturarlo lo fanno rallentare. L'uomo se tocca uno degli Hot Spots, letali scintille che girovagano per la ragnatela, oppure prende contatto con il cortocircuito generato casualmente in uno degli otto angoli della ragnatela, perderà una vita. Raccogliendo un Woodley che appare di tanto in tanto nella ragnatela, Dudley diventa temporaneamente invincibile e sarà in grado di mettere per un po' fuori gioco le creature, una manovra che ripristinerà anche alcuni secondi sul timer.
Il giocatore, una volta completato il livello accede a un livello bonus, ove nella quale deve premere il pulsante al momento giusto quando Dudley cade e fermarlo in tempo con un righello. Più ci si riesce, più punti ottiene.

## Musica
Il brano arrangiato ad 8-bit presente nel primo livello di Hot Shocker è Lamette di Donatella Rettore.